# 飯塚由衣
飯塚 由衣（いいづか ゆい、1989年10月13日 - ）は、日本の女優。千葉県出身。血液型はB型。身長160cm。愛称は“こゆい”。
日出高等学校を経て、現在、都内私立大学在学中。

## 来歴
- 中学生時、A&Aアーティスト（現・SRプロモーション）にスカウトされる。
- 2003年春、ミュージカル『美少女戦士セーラームーン』土萠ほたる / セーラーサターン役に抜擢され、2004年冬公演まで演じた。ちなみに同作品では、城田優・多部未華子らと共演を果たした。
- その後ウェルコメットを経て、2006年にプラチナムプロダクションへ移籍。2008年には東京ヤクルトスワローズのパフォーマーユニット『DDS』に参加。2009年には後継の『Swallows Wings』（スワウィン）にも参加していた。
- しかし2010年度のスワウィンには参加せず、その後プラチナムを退所している。

## 出演

### テレビドラマ
- 土曜ミッドナイトドラマ
  - 腐女子デカ 第5話（2008年2月16日、テレビ朝日） - 河村の彼女 役
- 週刊真木よう子 第4話（2008年4月23日、テレビ東京） - 女子高生 役

### その他テレビ番組
- スワローズCafe（フジテレビ）

### 舞台
- ミュージカル『美少女戦士セーラームーン』（2003年 - 2004年） - 土萠ほたる / セーラーサターン 役
- ココ・スマイル4　〜金星のステージ〜（2005年） - 高村明日実 役
- Air studio　『GO,JET!GO!GO!VOL.3』（2005年） - 夏代 役
- 櫻の園（2007年）- 大野真由美 役

### 雑誌
- ラブベリー（2004年）
- Hana*chu→（2004年 - 2005年）

### CM
- 江崎グリコ『プリッツ・パクパク 篇』（2008年）

### PV
- 清木場俊介 『人間じゃろうが!』（2006年）